# Acanthophyllum sordidum
Acanthophyllum sordidum är en nejlikväxtart som beskrevs av Bge. och Pierre Edmond Boissier. Acanthophyllum sordidum ingår i släktet Acanthophyllum och familjen nejlikväxter. Inga underarter finns listade i Catalogue of Life.